# Красный Партизан (Оренбургская область)
Кра́сный Партиза́н — посёлок в городском округе Город Оренбург Оренбургской области России.

## География
Посёлок находится на расстоянии 70 км к юго-западу от города Оренбург, административного центра округа и области.

### Часовой пояс
Посёлок Красный Партизан, как и вся Оренбургская область, находится в часовой зоне МСК+2. Смещение применяемого времени относительно UTC составляет +5:00.

## Население
| 2010 |
| ---- |
| 266  |